# حوذان أليف الثلج
الحوذان أليف الثلج (الاسم العلمي: Ranunculus chionophilus) هو نوع من النباتات يتبع جنس الحوذان من الفصيلة الحوذانية.

## الموئل والانتشار
موطنه الأصلي بلاد الشام.